# Província de Chimborazo
Chimborazo és una de les 22 províncies de l'Equador. Està situada al bell mig de "l'avinguda dels volcans", envoltada de muntanyes, entre les quals destaca el Chimborazo, la més alta del país (6.310 m). La capital és Riobamba, té 430.000 habitants i una superfície de 6495 km².
A la localitat de Riobamba comença el trajecte de ferrocarril que passa per la Nariz del Diablo, estret congost en la ruta cap a la costa. Dins d'aquesta província destaquen la Reserva de Producció Faunística del Chimborazo i el Parc Nacional del Sangay (on es troba el volcà del mateix nom).
La província consta de deu cantons (la localitat principal entre parèntesis):
- Alausí (Alausí)
- Chambo (Chambo)
- Chunchi (Chunchi)
- Colta (Villa la Unión)
- Cumandá (Cumandá)
- Guamote (Guamote)
- Guano (Guano)
- Pallatanga (Pallatanga)
- Penipe (Penipe)
- Riobamba (Riobamba)